# Лёнвенский район
Ленвенский район — административно-территориальная единица Верхне-Камского округа Уральской области РСФСР в составе СССР, существовавшая в 1924—1930 годах.

## История
Лёнвенский район был образован в январе 1924 года. Районный центр — село Лёнва. В октябре 1925 года центр района перенесён в город Усолье и иногда назывался как Усольско-Лёнвинский район, при этом сам город как окружной центр в район не входил. В 1930 году Лёнвенский район был ликвидирован, а его территория включена в новообразованный Березниковский район с центром сперва в Соликамске, а с октября 1930 года — в посёлке Березники.

## География
Район расположен в южной части Верхне-Камского округа. Граничил с Березовским, Соликамским, Кизеловским и Майкорским районами округа, а также Добрянским районом Пермского округа.
Площадь района — 3,4 тыс.км²., восточная часть района, представляет собой обширную иногда заболоченную низменность, растянутая вдоль р. Камы (левобережье Камы), западная часть, носит холмистый характер (правобережье Камы). Кроме реки Камы, протекающей здесь почти в мередиальном направлении, район охватывается также правым притоком, рекой Кондасс и нижним течением левого притока рекой Яйвой.
В восточной половине района расположены обширные сосновые леса с примесью ели и пихты. В западной же части наиболее характерны елово-пихтовые леса с небольшой примесью сосны.

## Население
Население района в 1926 году составляло 29 917 человек, в том числе сельское — 19 148 человек и городское — 10 769 человек (в 5 посёлках фабрично-заводского типа). 
Национальный состав населения района: русские — 98,9 %; татары — 0,7 %.

## Административное деление
По состоянию на 1928 год Лёнвенский район включал 3 поселковых совета и 13 сельских советов, которые включали 5 посёлков фабрично-заводского типа и 213 сельских населённых пунктов.
| №         | Наименование                 | Административный центр        | Количество населённых пунктов | в т.ч. город- ских нп | Население по переписи 1926 года (чел.) | в т.ч. городское население по переписи 1926 года (чел.) | Городские населённые пункты                                                  |
| --------- | ---------------------------- | ----------------------------- | ----------------------------- | --------------------- | -------------------------------------- | ------------------------------------------------------- | ---------------------------------------------------------------------------- |
| 1         | Веретийский поселковый совет | раб.пос. Веретия              | 6                             | 3                     | 4138                                   | 3375                                                    | раб.пос. Веретия (1466), раб.пос. Усть-Зырянка (679), раб.пос. Чуртан (1230) |
| 2         | Дедюхинский поселковый совет | раб.пос. Дедюхино             | 1                             | 1                     | 3607                                   | 3607                                                    | раб.пос. Дедюхино (3607)                                                     |
| 3         | Лёнвенский поселковый совет  | раб.пос. Лёнва                | 3                             | 1                     | 3842                                   | 3787                                                    | раб.пос. Лёнва (3787)                                                        |
| 4         | Абрамовский сельсовет        | д. Абрамова                   | 21                            | 0                     | 1436                                   | 0                                                       |                                                                              |
| 5         | Верхкондасский сельсовет     | с. Верх-Кондас (Большие Сёла) | 14                            | 0                     | 1709                                   | 0                                                       |                                                                              |
| 6         | Дурыманский сельсовет        | д. Дурыманы                   | 10                            | 0                     | 553                                    | 0                                                       |                                                                              |
| 7         | Зырянский сельсовет          | c. Зырянка                    | 18                            | 0                     | 1515                                   | 0                                                       |                                                                              |
| 8         | Кондасский сельсовет         | c. Кондас (Поселье)           | 16                            | 0                     | 1317                                   | 0                                                       |                                                                              |
| 9         | Лубянский сельсовет          | д. Лубяная                    | 9                             | 0                     | 939                                    | 0                                                       |                                                                              |
| 10        | Новинский сельсовет          | д. Нижние Новинки             | 5                             | 0                     | 669                                    | 0                                                       |                                                                              |
| 11        | Орловский сельсовет          | с. Орёл (Орёл-Городок)        | 2                             | 0                     | 1548                                   | 0                                                       |                                                                              |
| 12        | Ощепковский сельсовет        | с. Ощепково                   | 29                            | 0                     | 1976                                   | 0                                                       |                                                                              |
| 13        | Пыскорский сельсовет         | с. Пыскор                     | 20                            | 0                     | 2095                                   | 0                                                       |                                                                              |
| 14        | Романовский сельсовет        | с. Романово                   | 12                            | 0                     | 1663                                   | 0                                                       |                                                                              |
| 15        | Таманский сельсовет          | с. Таман                      | 7                             | 0                     | 1130                                   | 0                                                       |                                                                              |
| 16        | Троицкий сельсовет           | с. Троицкое                   | 45                            | 0                     | 1855                                   | 0                                                       |                                                                              |
| 16.000001 | итого                        |                               | 218                           | 5                     | 19 148                                 | 10 769                                                  |                                                                              |

## Экономика
Промышленность в районе представлена 3-я солеваренными заводами треста «Пермсол»: Ленвенский, Дедюхинский имени «3 Интернационала» и Березниковский на которых занято 919 человек. За год добыто 122,1 тыс. тонн соли. А также Березниковским содовым заводом имени Ленина, принадлежащий Северному химическому тресту, на котором занято 779 рабочих. Завод в 1926-27 годах выработал 19,4 тыс. тонн кальцинированной соды и 16,2 тыс. тонн каустической соды.
В мелкой промышленности занято 659 человек, преимущественно обслуживающие потребительские нужды местного населения. Из товарных промыслов развит кирпичный в котором занято 192 человека.

## Сельское хозяйство
Сельское хозяйство района развито слабо, является потребляющим, собственным хлебом покрывается лишь 43,2 % местных потребностей. Основные хлебные культуры: озимая рожь — 48,3 %, овес — 33,4 %, ячмень — 16,2 %. Значительно развито огородничество, продукты которого сбываются городскому населению.
На одно хозяйство приходится: рабочих лошадей — 0,7 %, коров — 1,3 %, взрослых овец — 1,6 %

## Климат
Средняя годовая температура колеблется в пределах от 0 до 0,5 градусов, количество осадков от 500 до 600 мм. (в восточной части).

## Транспорт
Транспортная сеть района обслуживается рекой Камой, Луньевской веткой, Пермской железной дороги и трактом Пермь — Соликамск — Чердынь.